# العلاقات النمساوية الجيبوتية
العلاقات النمساوية الجيبوتية هي العلاقات الثنائية التي تجمع بين النمسا وجيبوتي.

## مقارنة بين البلدين
هذه مقارنة عامة ومرجعية للدولتين:
| وجه المقارنة                                              | النمسا                                                    | جيبوتي                    |
| --------------------------------------------------------- | --------------------------------------------------------- | ------------------------- |
| المساحة (كم2)                                             | 83.86 ألف                                                 | 23.20 ألف                 |
| عدد السكان (نسمة)                                         | 8.81 مليون                                                | 956.99 ألف                |
| الكثافة السكانية (ن./كم²)                                 | 105.06                                                    | 41.25                     |
| العاصمة                                                   | فيينا                                                     | جيبوتي                    |
| اللغة الرسمية                                             | اللغة الألمانية، لغة الإشارة النمساوية ‏                   | لغة فرنسية، اللغة العربية |
| العملة                                                    | يورو، شلن نمساوي، رايخ مارك، شلن نمساوي                   | فرنك جيبوتي               |
| الناتج المحلي الإجمالي (بليون دولار)                      | 416.60 مليار                                              | 1.84 مليار                |
| الناتج المحلي الإجمالي (تعادل القوة الشرائية) بليون دولار | 426.99 مليار                                              | 3.10 مليار                |
| الناتج المحلي الإجمالي الاسمي للفرد دولار أمريكي          | 43.77 ألف                                                 | 1.95 ألف                  |
| الناتج المحلي الإجمالي للفرد دولار أمريكي                 | 47.68 ألف                                                 | 3.27 ألف                  |
| مؤشر التنمية البشرية                                      | 0.885                                                     | 0.470                     |
| رمز المكالمات الدولي                                      | +43                                                       | +253                      |
| رمز الإنترنت                                              | .at                                                       | .dj                       |
| المنطقة الزمنية                                           | توقيت وسط أوروبا، ت ع م+01:00، ت ع م+02:00، أوروبا/فيينا ‏ | ت ع م+03:00               |

## منظمات دولية مشتركة
يشترك البلدان في عضوية مجموعة من المنظمات الدولية، منها:
| علم المنظمة | اسم المنظمة                        | تاريخ انضمام النمسا | تاريخ انضمام جيبوتي |
| ----------- | ---------------------------------- | ------------------- | ------------------- |
|             | وكالة ضمان الاستثمار متعدد الأطراف | 16 ديسمبر 1997      | 12 يناير 2007       |
|             | البنك الإفريقي للتنمية             | ?                   | ?                   |
|             | منظمة الشرطة الجنائية الدولية      | ?                   | ?                   |
|             | منظمة حظر الأسلحة الكيميائية       | ?                   | ?                   |
|             | منظمة التجارة العالمية             | ?                   | ?                   |
|             | البنك الدولي للإنشاء والتعمير      | 27 أغسطس 1948       | 1 أكتوبر 1980       |
|             | الأمم المتحدة                      | 14 ديسمبر 1955      | 20 سبتمبر 1977      |
|             | مؤسسة التمويل الدولية              | 28 سبتمبر 1956      | 1 أكتوبر 1980       |
|             | يونسكو                             | 13 أغسطس 1948       | 31 أغسطس 1989       |
|             | مؤسسة التنمية الدولية              | 28 يونيو 1961       | 1 أكتوبر 1980       |
|             | الاتحاد البريدي العالمي            | ?                   | ?                   |
|             | الاتحاد الدولي للاتصالات           | 1866                | 22 نوفمبر 1977      |

## وصلات خارجية
- موقع وزارة الخارجية النمساوية